# Zwischbergen
Zwischbergen és un municipi del cantó suís del Valais, situat al districte de Brig-Glis.